# Partido de los Derechos Civiles
El Partido de los Derechos Civiles (en checo: Strana Práv Občanů, SPO) es el partido de corte socialdemócrata fundado en 2009 por Miloš Zeman. Su sede se encuentra en Praga. Su ideología es similar a la del Partido Socialdemócrata Checo.
Hasta marzo de 2014 el nombre del partido fue Partido de los Derechos Civiles–Zemanistas (en checo: Strana Práv Občanů–Zemanovci, SPOZ).